# W88
W88 – amerykańska bojowa głowica termojądrowa o mocy do 475 kiloton. W88 wraz ze swoim pojazdem powrotnym (Reentry vehicle) Mk-5 stanowią ładunek bojowy pozostających na uzbrojeniu Marynarki Wojennej Stanów Zjednoczonych pocisków balistycznych klasy SLBM Trident II D-5
| Moc ładunku          | do 475 kt |
| Masa                 | < 362 kg  |
| Długość              | 175 cm    |
| Średnica podstawy    | 55 cm     |
| Kąt nachylenia       | 8,2°      |
| Liczba na uzbrojeniu | 400       |